# Bridge Builder
Als Bridge Builder (im englischsprachigen Raum auch Pontifex) wird eine Serie von Computerspielen der unabhängigen Entwicklergruppe Chronic Logic bezeichnet.
Die Reihe umfasst die Titel Bridge Builder, Pontifex, Pontifex II/Bridge Construction Set und Bridge It. Bei den Spielen geht es darum, mit einem beschränkten Vorrat an Materialien Brücken über Flüsse oder Täler zu bauen. Diese Brücken müssen dann bestimmten Anforderungen standhalten, beispielsweise der Benutzung durch Fahrzeuge.

## Bridge Builder
Das erste Spiel der Serie erschien 2000 als Freeware. Es steht nur ein Material zur Verfügung, das sowohl als Träger als auch als Fahrstrecke dienen kann. Grundsätzlich muss ein Zug die Passage überstehen. Weil sich herausstellte, dass der Name „Bridge Builder“ geschützt ist, wurde der offizielle Vertrieb des Spiels eingestellt. Im Jahre 2006 erschien eine neue, mit 30 Leveln umfangreichere Version namens „Bridge Building Game“.

## Pontifex
Alle Nachfolger von Bridge Builder stehen als kostenlose Demoversion und zum Kauf als Vollversion zur Verfügung. In dem 2001 erschienenen Nachfolger Pontifex stehen dem Spieler mehr Materialien zur Verfügung, und das Spiel ist dreidimensional.

## Pontifex II/Bridge Construction Set
Pontifex II, das später in Bridge Construction Set (BCS) umbenannt wurde, erschien 2002 und gewann den Independent Games Festival Publikumspreis 2003. Es können nun auch Hängebrücken und Zugbrücken gebaut werden.
Die deutsche Version heißt Bridge Builder und wurde auch als solche ab 11. Juli 2006 verkauft.

## Bridge It
Bridge It entstand in Zusammenarbeit mit Nvidia und Auran. Es hat eine bessere Grafik als die anderen Versionen von Bridge Builder und hat trotz niedriger Angaben eine hohe Hardwareanforderung, um es ruckelfrei spielen zu können.

## Bridge Builder 2
Am 21. September 2012 erschien bei dem Publisher bitComposer Games der seit langem angekündigte und oft verschobene Nachfolger von Bridge Builder. Bridge Builder 2 (oder Bridge Project außerhalb Deutschlands) wurde von Halycon Media und Caipirinha Games entwickelt.